# モバツイ
モバツイ(movatwi)は、モバイル端末向けのTwitterクライアント。以前は「モバトゥイッター (MovaTwitter)」と名乗っていた。2016年12月にサービスを終了した。

## 概要
藤川真一 (えふしん) によって開発されたモバイル端末向けのTwitterウェブサービス型クライアント。2010年1月に藤川真一が起業し想創社のサービスとなり、その後マインドスコープ株式会社に社名変更し、2012年5月に株式会社jig.jpの完全子会社になり、2012年6月に株式会社jig.jpに吸収合併された。
2006年、藤川は当時のTwitterにあった日本語処理に関する問題を解決するためにプログラムを書き始めた。藤川は、Twitterは携帯端末で隙間時間に更新することにも適していると考えるようになる。そして、ケータイ用のTwitterクライアント「モバトゥイッター」(後の「モバツイ」) を開発。iPhoneがまだ日本で売られていなかったため、モバイルでTwitterを使うための端末としてケータイを選んだ。
2007年4月、モバイル端末向けのTwitterウェブサービス型クライアント「モバトゥイッター」を開発。当初のモバトゥイッターは、当時のTwitterマッシュアップサービスで主流だった、TwitterのIDとパスワードをそのまま入力される仕組みであった。藤川は、運営者の身元を明確化する理由もあり、当時所属していた会社paperboy&co.の研究開発支援制度「ペパ研」に登録。「キウイコース」として認定される。
2016年12月14日14時をもって全てのサービスが終了した。

## 機能
ツイートの更新、タイムラインの閲覧、リストの閲覧、他のユーザーのフォロー、ダイレクトメールの送受信の他に次のような機能が実装されている。
- 写ツ - 「はてなフォトライフ」「携帯百景」と連携し、ツイートに写真のURLを含める[7]。
- イマココ -  GPSを使い、現在地を知らせる[7]。
- モバツイランド
- モバツイストア
- ラウンジ

## スマートフォン版
2011年10月に、スマートフォンでの操作に対応したwebアプリ「モバツイsmart」がリリースされた。こちらは従来のモバツイと同じWebクライアントであり、スマートフォンの機種を問わず使うことが出来る。PCでの使用も可能。
その後11月には、Androidアプリ「モバツイtouch」β版がリリースされた。
尚、このモバツイsmartも2016年12月14日午後2時をもってサービスを終了した。

## 受賞歴
- Mash up Awards 3rd「特別賞」(2007年)[8][9]
- 忘年会議2009「究極のウェブ 第1位」(2009年)[10][11]
- 3rd annual Open Web Awards: Social Media Edition「Best Mobile Based Twitter App」(2009年)[12][11]

## ユーザー数の遷移
リリース当初は、ユーザー数はひと月平均3000人程度の増加。2009年6月頃はひと月数万人単位でユーザーが増えた。2009年6月頃は日本でTwitterがブレイクしていた。また、同時期にTwitter公式のローテーションバナーに掲載されるようになっていた。
- 2009年2月 - 2万3000人超[2]
- 2010年6月1日 - 73万人強[4]
- 2010年秋 - 約95万人[3] - 2010年6月にTwitter公式ローテーションバナーに掲載されてからユーザーが増えた
- 2012年4月 - 160万人[13]